# 10907 Savalle
10907 Savalle eller 1997 XG5 är en asteroid i huvudbältet som upptäcktes den 6 december 1997 av OCA–DLR Asteroid Survey (ODAS). Den är uppkallad efter Renaud Savalle.
Asteroiden har en diameter på ungefär 5 kilometer.